# Kathy Acker
 (janvier 2022).
Si vous disposez d'ouvrages ou d'articles de référence ou si vous connaissez des sites web de qualité traitant du thème abordé ici, merci de compléter l'article en donnant les références utiles à sa vérifiabilité et en les liant à la section « Notes et références ».
Pour les articles homonymes, voir Acker.
Kathy Acker, née le 18 avril 1947 à Manhattan (New York) et morte le 30 novembre 1997 à Tijuana (Mexique), est une poétesse, romancière, essayiste et militante féministe américaine. 
Son œuvre reste inclassable : elle relève autant du cyberpunk que du roman de fantasy et de science-fiction, tout en s'inscrivant d'une manière très lucide, comme en miroir dans et contre son époque.

## Parcours
Après avoir travaillé comme stripteaseuse, Kathy Acker publie ses premières œuvres en pleine éclosion de la littérature new-yorkaise underground au milieu des années 1970. Elle demeure en marge de l'institution littéraire, étant publiée seulement par de petites maisons d’éditions jusqu'au milieu des années 1980, gagnant ainsi l'étiquette de terroriste littéraire. 1984 voit sa première publication britannique, un roman nommé Blood and Guts in High School. À partir de cette date, Acker produit un corpus remarquable de romans, presque tous imprimés chez Grove Press. Elle écrit des pièces pour bon nombre de magazines et d'anthologies, et également des textes notables publiés dans les revues RE/Search, Angel Exhaust et Rapid Eye. Vers la fin de sa vie, elle obtient quelques succès dans la presse conventionnelle - le quotidien the Guardian publie plusieurs de ses textes, y compris un entretien avec les Spice Girls, qu'elle soumet quelques mois avant sa mort.
Les influences premières de Acker sont des écrivains et poètes américains (les poètes de Black Mountain, notamment Jackson Mac Low et William S. Burroughs), le mouvement Fluxus, ainsi que la théorie littéraire, notamment Gilles Deleuze. Dans son travail, elle combine le plagiat, les techniques du cut-up, la pornographie, l'autobiographie, le trouble identitaire (personne et personnage) afin de confondre les attentes de ce que devrait être la fiction. Elle reconnaît une fonction performative à la langue en prêtant attention à l'instabilité de l'identité féminine dans l'histoire de la littérature masculine (Don Quixotte), en créant un parallélisme identitaire entre autobiographie et personnification, ainsi qu’en se jouant des pronoms et de la syntaxe conventionnelle.
Dans In Memoriam to Identity, Acker attire l'attention sur des analyses populaires de la vie d'Arthur Rimbaud et de Le Bruit et la Fureur, qui construisent ou révèlent une identité sociale et littéraire. Bien qu'elle soit connue dans le monde littéraire pour avoir créé un style de prose féministe tout à fait nouveau et pour ses fictions transgressives, elle est également une icône punk et féministe en raison de ses représentations dévouées aux cultures minoritaires, aux femmes de caractère et à la violence.
En avril 1996, un cancer du sein lui est diagnostiqué et elle entame un traitement. En janvier 1997, elle décrit sa perte de foi en la médecine conventionnelle dans un article du Guardian, The Gift of Disease (Le Don de la Maladie). Elle affirme qu'à la suite d'une opération chirurgicale sans succès l'ayant laissée physiquement mutilée et émotionnellement amoindrie, elle choisit de rejeter la passivité dévolue au patient par la médecine conventionnelle et de chercher conseil auprès de nutritionnistes, acupuncteurs, guérisseurs psychiques et herboristes chinois. Il lui semble en effet qu'au lieu d'être un objet d'étude, comme dans la médecine occidentale, le patient devient un scombre, un chercheur de sagesse. La maladie se mute en enseignant et le patient en étudiant. Après avoir tenté plusieurs formes de médecines alternatives au Royaume-Uni et aux États-Unis, Acker s'éteint un an et demi plus tard à Tijuana des suites de complications dans une clinique alternative spécialisée en cancérologie.

## Biographie littéraire
Née à New York, romancière, poète et artiste de performance, Kathy Acker en vient à être associée avec le mouvement punk des années 1970 et 80 qui touche largement la culture dans et autour de Manhattan. Toutefois, dès sa majorité, elle se déplace quelque peu. Elle reçoit son B.A. à l'université de Californie à San Diego en 1968. Elle passe deux années en troisième cycle à l’université de la Ville de New York mais la quitte avant d'être diplômée. Elle reste à New York et travaille en tant que file clerk, secrétaire, stripteaseuse et actrice porno.
Ouvertement bisexuelle durant toute sa vie, elle se marie et divorce deux fois. En 1979, elle gagne le Prix Pushcart pour son roman New York City. Au début des années 1980, elle vit à Londres, où elle écrit plusieurs de ses travaux les plus acclamés. Après être retournée aux États-Unis, elle travaille comme professeur adjointe à l'Institut d'Art de San Francisco et comme professeur invité dans plusieurs universités, dont l'Université d'Idaho, de Californie, de San Diego, l'Institut des Arts de Californie et le Roanoke College. Elle meurt à Tijuana au Mexique dans une clinique alternative où elle est traitée pour un cancer du sein.
Le corpus des œuvres d'Acker emprunte fortement aux styles expérimentaux de William S. Burroughs et de Marguerite Duras. Elle utilise souvent des formes extrêmes de pastiche et même la technique de cut-up de Burroughs, laquelle consiste à couper des passages ou des phrases et à les réagencer de façon aléatoire pour un résultat autre. Acker elle-même situe son écriture à l'intérieur de la tradition européenne du nouveau roman. Dans ses textes, elle combine des éléments biographiques, pouvoir, sexe et violence en un cocktail explosif. Les critiques comparent souvent son écriture à celle d'Alain Robbe-Grillet et de Jean Genet et ont noté des liens avec Gertrude Stein et les photographes Cindy Sherman et Sherrie Levine. Les romans d'Acker montrent également une fascination pour l’art du tatouage.
Quoique associés avec des artistes généralement respectés, les romans d'Acker les plus reconnus, Blood and Guts in High School, Great Expectations et Don Quixote reçoivent une attention critique mitigée. La plupart des critiques reconnaissent la manipulation talentueuse d'Acker en ce qui concerne les textes plagiés d'auteurs aussi variés que Charles Dickens, Marcel Proust, et le marquis de Sade. Elle a tout autant prise sur la théorie poststructuraliste qu’une familiarité avec l'histoire littéraire. Beaucoup de critiques, toutefois, trouvent ses explorations non linéaires inutilement incohérentes et difficiles à lire.
Les critiques féministes répondent également fortement à ses œuvres, à la fois pour et contre son écriture. Pendant que certains font l'éloge de l'exposition d'une société capitaliste misogyne qui utilise la domination sexuelle comme une forme clé d'oppression, d'autres argumentent que l’utilisation extrême et fréquente d'images sexuellement violentes anesthésie rapidement et génère une objectification dégradante pour la femme. En dépit de critiques répétées, Acker maintient qu'afin de mettre au défi les structures de pouvoir phallocentrique du langage, la littérature doit non seulement expérimenter avec la syntaxe et le style, mais également donner une voix aux sujets tus qui marginalisent les tabous communs. L'inclusion de sujets controversés comme l'avortement, le viol, l'inceste, le terrorisme, la pornographie, la violence graphique et le féminisme vont dans ce sens.
Acker publie son premier livre, Politics, en 1972. Bien que cette collection de poèmes et essais ne recueille pas énormément d'attention de la part des lecteurs ou des critiques, cela lui confère une réputation au sein de la scène punk new-yorkaise. En 1973, elle publie son premier roman The Childlike Life of the Black Tarantula: Some Lives of Murderesses sous le pseudonyme de « Black Tarantula ». En 1974, elle publie son second roman, I Dreamt I Was a Nymphomaniac: Imagining.
En 1978, elle publie une collection de trois romans. Florida parodie le film noir classique Key Largo de John Huston de 1948, Kathy Goes to Haiti détaille les exploits relationnels et sexuels d'une jeune femme pendant ses vacances, et The Adult Life of Toulouse-Lautrec by Henri Toulouse Lautrec constitue une autobiographie fictionnelle de l'artiste français du XIXe siècle.
En 1979, Acker reçoit finalement une attention populaire lorsqu’elle gagne le prix Pushcart pour son roman New York City. Elle ne reçoit cependant pas de reconnaissance de la part des critiques, jusqu'à ce qu'elle publie Great Expectations en 1982. L'introduction de Great Expectations est une claire réécriture du roman de Charles Dickens portant le même nom. Il comporte les thèmes habituels d'Acker, y compris un conte semi-autobiographique du suicide de sa mère et l'appropriation de plusieurs autres textes, y compris de la pornographie française. Cette même année, Acker publie un livre intitulé Hello, I’m Erica Jong.
En dépit de la reconnaissance grandissante qu'elle obtient pour Great Expectations, Blood and Guts in High School est souvent considérée comme l'œuvre qui a fait percer Acker. Publiée en 1984, c'est l'une de ses explorations les plus extrêmes de la sexualité et de la violence. Elle emprunte notamment, entre autres textes, à The Scarlet Letter de Nathaniel Hawthorne. Blood and Guts détaille les expériences de Janey Smith, une citadine obsédée par le sexe et atteinte par une maladie inflammatoire de son propre sexe, amoureuse de son père qui la vend comme esclave. Beaucoup de critiques ont pointé cette œuvre comme dégradante envers les femmes et l'Allemagne et l'Afrique du Sud l'ont interdite intégralement.
En 1984, Acker publie My Death My Life by Pier Paolo Pasolini et un an après Algeria: A Series of Invocations because Nothing Else Works. En 1986, elle publie Don Quixote, un autre de ses romans les plus acclamés. Dans la version d'Acker du classique de Miguel de Cervantes, « Don Quixote » devient une jeune femme obsédée par la théorie poststructuraliste, l'amenant jusqu'à un extrême nihilisme. Elle révèle le lot de mensonges et falsifications du monde, ne croit en rien et considère l'identité comme une construction fictive interne. Marchant autour de New York et de Londres avec son chien St. Simeon, qui lui sert de Sancho Panza, Don Quixote attaque les sociétés sexistes tout en dénigrant les mythologies féministes.
Acker publie Empire of the Senseless en 1988 et considère cette œuvre comme un tournant dans son écriture. Quoiqu'elle effectue toujours des emprunts à d'autres textes, dont les aventures de Huckleberry Finn de Mark Twain, le plagiat est moins évident. Le roman rapporte les voix de deux terroristes, Abhor, à moitié humain et à moitié robot, et son amant Thivai dans un univers de science-fiction exposant une critique radicale de la société patriarcale. L'histoire a lieu dans les restes délabrés d'un Paris post-révolutionnaire . Comme ses autres œuvres, Empire of the Senseless inclut violence graphique et sexualité.. Cependant, ce roman se préoccupe beaucoup plus de la langue que ses œuvres précédentes. En 1988, elle publie également Literal Madness: Three Novels qui inclut les travaux précédemment édités Kathy Goes to Haiti, My Death My Life by Pier Paolo Pasolini, et Florida.
Entre 1990 et 1993, Acker publie quatre livres supplémentaires : In Memoriam to Identity (1990), Hannibal Lecter, My Father (1991), Portrait of an Eye: Three Novels (1992), comprenant également les travaux déjà édités, et My Mother: Demonology (1992). Maints critiques se plaignent que ces dernières œuvres sont devenues superflues et prévisibles, attendu qu’Acker a continué à explorer les mêmes tabous de façon semblable. Son dernier roman, Pussy, King of the Pirates, édité en 1996, montre des signes d'intérêts élargis d'Acker, incorporant plus d'humour, une imagination plus légère et prenant en considération des textes orientaux et la philosophie qui étaient en grande partie absents dans ses premières œuvres.

## Citations
« Nous n'avons pas de clé pour affirmer ce qui est masculin ou féminin, ou s'il y a des genres intermédiaires. Masculin et féminin pourraient être des champs qui recouvrent des genres androgynes ou différents types de désirs sexuels. Mais parce que nous vivons dans un monde occidental et patriarcal, nous avons une chance très mince d'explorer ces possibilités de genre. »

« La littérature est ce qui dénonce et taille en pièces la machine de répression au niveau du signifié. »

## Œuvres
- Politics (1972)
- Childlike Life of the Black Tarantula By the Black Tarantula (1973)
- I Dreamt I Was a Nymphomaniac: Imagining (1974)
- Adult Life of Toulouse Lautrec (1978)
- N.Y.C. in 1979 (1981)
- Great Expectations (1983)
- Algeria : A Series of Invocations Because Nothing Else Works (1984)
- Blood and Guts in High School (1984)
- Don Quixote: Which Was a Dream (1986)
- Literal Madness: Three Novels (Reprinted 1987)
- Kathy Goes to Haiti
- My Death My Life by Pier Paolo Pasolini
- Florida
- Wordplays 5 : An Anthology of New American Drama (1987)
- Empire of the Senseless (1988)
- In Memoriam to Identity (1990)
- Hannibal Lecter, My Father (1991)
- My Mother: Demonology (1994)
- Pussycat Fever (1995)
- Dust. Essays (1995)
- Pussy, King of the Pirates (1996)
- Bodies of Work : Essays (1997)
- Portrait of an Eye: Three Novels (Reprinted 1998)
- Redoing Childhood (2000) spoken word CD, KRS 349.
- Rip-Off Red, Girl Detective (2002)
- Spread Wide (2004), en collaboration avec Paul Buck, Rebecca Stephens et John Cussans

### Publications en français
- Algéria. Une suite d'incantations parce que rien d'autre ne marche, Le Dernier Terrain Vague, 1988, illustrations Kiki Picasso
- Don Quichotte qui était un rêve, Noël Blandin, 1986 ; réédition La République des Lettres, 2012
- Sang et stupre au lycée, Éditions du Rocher, 2005 ; réédition Éditions Laurence Viallet, 2011, traduction : Claro  (ISBN 978-2-918034-04-9)
- La Vie enfantine de La Tarentule noire par La Tarentule noire, Éditions Désordres Laurence Viallet, 2005, 134 pages, traduction : Gérard-Georges Lemaire  (ISBN 978-2-268-057-026)
- Grandes Espérances, Christian Bourgois, 1993, réédition Éditions du Rocher / Désordres / Laurence Viallet, 2006, 156 pages, traduction : Gérard-Georges Lemaire  (ISBN 978-2-268-059-068)
- Don Quichotte, Éditions Laurence Viallet, 2010 ; nouvelle traduction : Laurence Viallet  (ISBN 978-2-918034-00-1)

### Filmographie
- The Blue Tape, l'unique film de Kathy Acker, coréalisé en 1974 avec le poète et artiste Alan Sondheim, et journal expérimental de leur relation ; distribué par Le peuple qui manque
- Participation au scénario de Variety de Bette Gordon, 1983

## Sur quelques ouvrages

### Grandes Espérances
Le texte, composé en chapitres et sous-parties, consiste en un montage de textes assez disparates : récits à la première personne, lettres, conversations, monologues, dialogues théâtraux, descriptions, portraits, pastiches de textes connus. Les scènes se déroulent à New-York, Seattle, Paruis, Alexandrie, à des époques variables : une seule datation vraisemblable, Noël 1979.
Les thèmes sont variés : relations intrafamiliales et extrafamiliales, exactions guerrières contre des civils (enfants, adultes) sous tentes, cul, baiser, caresser, sucer, violer, bordel, maquereau, putain, vomissure, merde, organique, folie, lobotomie, art, artiste, culture, paria, héroïne, coke...
- « L'image de ma mère haineuse bloque ma conscience » (p. 10).
- « Ma mère est la personne que j'aime le plus » (p. 14).
- « Ma mère est une andouille, un morceau de méduse » (p. 30).
- « Chère Susan Sontag, Voudriez-vous être assez gentille pour lire mon livre et me rendre célèbre » (p. 34)?
- « L'auteur de l'œuvre que vous êtes en train de lire est une petite merde apeurée » (p. 86).
- « Le tribunal contre l'obscénité était plein comme un œuf » (p. 103).
- « Frappe-moi » (p. 137).

Le texte revendique également Cézanne, Properce, La Princesse de Clèves et quelques autres classiques. Le paratexte s'annexe Alain Robbe-Grillet et William Burroughs.

### La Vie enfantine de la Tarentule noire, par la Tarentule noire
Le bref roman se compose de cinq nouvelles d'une vingtaine de pages, et d'une plus courte (6 pages), toutes datées de 1973.
Chacune signale qu'elle s'inspire de différents textes d'œuvres de romanciers : « Intention : je deviens une meurtrière en répétant par les mots les vies d'autres meurtrières » (p. 7). Ces auteurs sont William Butler Yeats, Sade, W. Lenning, Lesly Blanch, Alexander Trocchi, Charles Whibley, Violette Leduc, E. H. Bierstadt, William Bolitho Ryall, Charles Kingston, D. Dunbar.
Chaque texte se présente comme l'autobiographie ou autofiction, ou le journal, d'une jeune fille relativement dérangée : (désirs de) meurtre, sexualité variée, paranoïa, schizophrénie...
- « Je suis née à la fin de l'automne ou de l'hiver 1827. »
- « Je suis née folle dans le Barbican, quatre ans après la défaite de l'invincible Armada. »
- « Je suis deux personnes et ces deux personnes font l'amour. »
- « Je suis étendue dans le noir, sous une tente... »
- « Ma mère m'explique pourquoi je suis née. »
- « Je suis née le 18 avril... »

### Presse
- « La voix d'une rebelle », article de Ben Ehrenreich tiré du Los Angeles Times du 2 février 2003